# Liberty a Vittoria
Con liberty a Vittoria si intende la diffusione dello stile nella città siciliana, ricca di testimonianze architettoniche grazie all'influenza dell'architetto palermitano Ernesto Basile.
Gli edifici in stile Liberty (vedi Art Nouveau) presenti in città sono caratterizzati da strutture sobrie con sporgenti balconate, in pietra o ferro battuto, balaustre decorate, portali con fregi dai motivi floreali, impreziositi di particolari dalle forme sinuose ed eleganti.

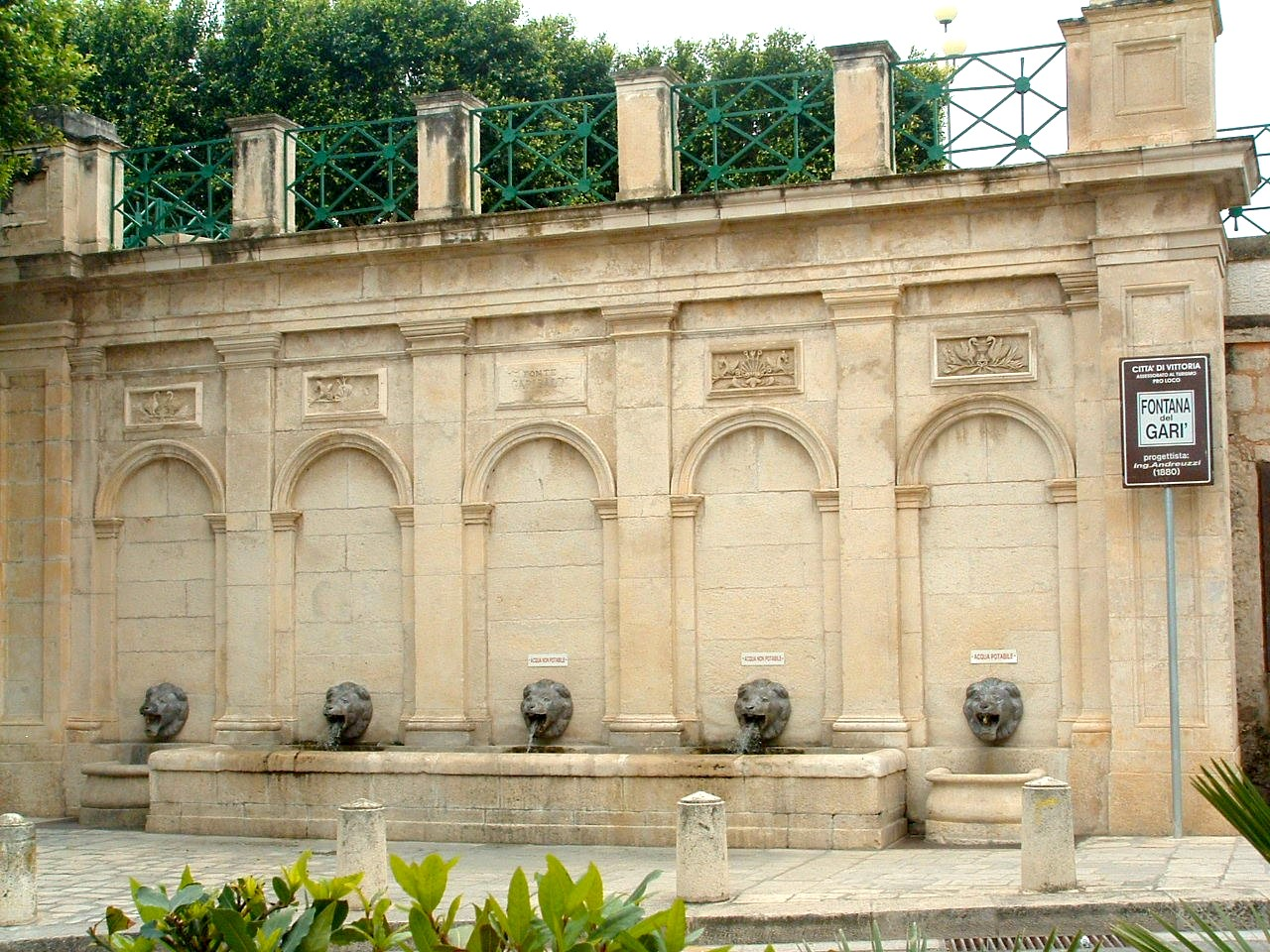
Fontana in stile liberty della città di Vittoria

## Gli artefici del Liberty locale
S. Battaglia, G. Li Rosi, V. Melodia, E. Ingrao, S. Nifosì di Comiso, C. Toma, G. Guarino, fratelli Strazzulla, S. Vadalà, fratelli Mazza, S. Sciacco, L. Nicosia, G. Scribano, E. Lauria, R. Marrella, Floridia, Morgante, Murgana, Santocono, Malfa, Alfieri, Bucchieri, Intoci, Iurato, Di Rosa, Barone Tonghi, Galofaro, Palma, A. Rodolico, Intanno, Di Modica, Pirrone, Strazzeri, Architetto C. Sala, Ing.Mazza, Ing. Battaglia, Ing. Amarù, Ing. Di Geronimo, Ing. Astuto, Geom. Mangione, Geom. Puglia, Geom. Li Rosi, Geom. Arreddia, Geom. Lo Monaco, Arch. Fragapane.

### Vito Melodia
Vito Melodia (Vittoria, 30 Maggio 1879 - 25 Ottobre del 1930), sposato con Giuseppina Busacca, maestra elementare, dalla quale ha avuto nove figli. Si è diplomato in pittura presso il Regio istituto di belle arti di Palermo, diretto dall'architetto Ernesto Basile, il massimo rappresentante dello stile Liberty in Sicilia. 

### Emanuele Ingrao
Emanuele Ingrao (Vittoria 1895) è stato un intagliatore di legno.

## Edifici

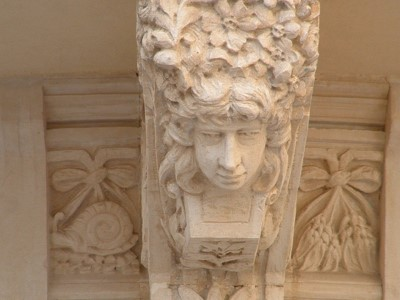
Dettaglio Palazzo Di Vita

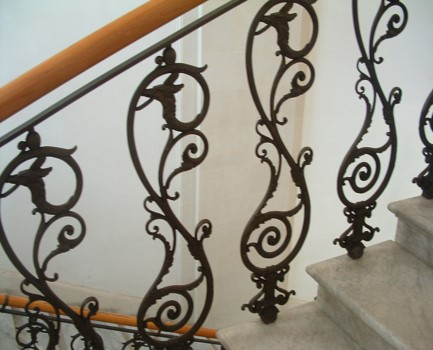
Dettaglio ringhiera in stile liberty del palazzo comunale

Indirizzi del liberty vittoriese:
| Edificio                                | Autore                               | Anno      | Ubicazione                    | Note                       | Immagine (esterno) | Immagine (interno/dettaglio) |
| --------------------------------------- | ------------------------------------ | --------- | ----------------------------- | -------------------------- | ------------------ | ---------------------------- |
| Casa Lucchesi – Mangione                | -                                    | -         | Via Messina, 36 Scoglitti     | -                          |                    | -                            |
| Palazzo Azzara-Pinturo                  | -                                    | 1930      | Via Gaeta, 156                | -                          |                    | -                            |
| Palazzo Battaglia – Mangione            | Vito Melodia (decorazioni interne)   | 1913      | Via Matteotti, 210            | -                          |                    | -                            |
| Palazzo Battaglia-Garrasi               | -                                    | 1900-1910 | Via Garibaldi, 84             | ex Hotel Firenze           |                    | -                            |
| Palazzo Carfì                           | -                                    | 1923      | Via Rosario Cancellieri, 71   | -                          |                    | -                            |
| Palazzo Cassibba-Barrano                | -                                    | 1925      | Via Dei Mille, 167            | -                          |                    | -                            |
| Palazzo Ciancio-Fontana                 | -                                    | 1926-1930 | Carlo Alberto, 124            | -                          |                    | -                            |
| Palazzo D’Andrea – Nicosia              | -                                    | -         | Via Siracusa, 25 Scoglitti    | -                          |                    | -                            |
| Palazzo De Pasquale – Trombatore        | -                                    | -         | Via Amalfi, 21 Scoglitti      | -                          |                    | -                            |
| Palazzo Di Vita-Lo Monaco-Miccoli       | -                                    | 1925      | Via Cacciatori delle Alpi, 99 | -                          |                    | -                            |
| Palazzo Fichera – Lo Monaco             | -                                    | -         | via XX Settembre, 41          | -                          |                    | -                            |
| Palazzo Fulco-Ceci-Cerruto              | -                                    | 1924      | Via Garibaldi, 178            | -                          |                    | -                            |
| Palazzo Giudice – Campo                 | -                                    | 1925-1930 | Via Cavour, 264               | -                          |                    | -                            |
| Palazzo Giudice – Gucciardello – Azzaro | Vito Melodia                         | 1924      | via Cavour, 27                | -                          |                    | -                            |
| Palazzo Lo Monaco                       | -                                    | 1930      | Via Cavour, 340               | -                          |                    | -                            |
| Palazzo Maltese – Schifano              | -                                    | -         | via San Martino, 45           | -                          |                    | -                            |
| Palazzo Mandarà                         | -                                    | -         | Via Matteotti, 209            | -                          |                    | -                            |
| Palazzo Marangio – Terranova            | -                                    | 1927-1930 | Via Rattazzi, 55              | -                          |                    | -                            |
| Palazzo Marangio-Di Quattro             | Vito Melodia                         | -         | via Magenta, 163              | -                          |                    | -                            |
| Palazzo Mazza                           | -                                    | -         | Via Cavour, 251               | -                          |                    | -                            |
| Palazzo Melodia-Piazzese-Busacca        | -                                    | 1913      | Via Matteotti, 253            | -                          |                    | -                            |
| Palazzo Pancari, oggi Rizza             | -                                    | 1913      | Via Bixio, 31                 | -                          |                    | -                            |
| Palazzo Ricca                           | -                                    | -         | Via Bixio, 13                 | -                          |                    | -                            |
| Palazzo Samperisi – Amodei              | -                                    | 1918-1920 | Via Carlo Alberto, 243        | -                          |                    | -                            |
| Palazzo Scifo                           | Antonino Cannì (decorazioni interne) | 1925-1933 | Via P.pe Umberto n. 3         | -                          |                    | -                            |
| Palazzo Sciveres-Areddia                | -                                    | 1930      | Via Matteotti n. 166          | -                          |                    | -                            |
| Palazzo Spinella-Sannino                | -                                    | 1931      | Via Magenta n. 83             | -                          |                    | -                            |
| Palazzo Traina                          | Vito Melodia - Salvatore Pirrone     | 1920-1933 | Via Cavour n. 120             | ex Teatro-Cinema Garibaldi |                    | -                            |
| Palazzo Trombatore-Lo Monaco            | -                                    | 1924-1925 | Via Cavour n. 339             | -                          |                    | -                            |
| Palazzo Iacono                          | Mariano Falcini                      | 1880      | Via Bixio n. 34               | sede del palazzo di città  | -                  |                              |
| Palazzo Di Vita                         | Li Rosi - S. Nifosì (scultore)       | 1920      | Via Cavour, 331               | -                          |                    | -                            |

## Liberty in Italia
- Liberty a Cagliari
- Liberty a Messina
- Liberty a Milano
- Liberty a Napoli
- Liberty a Torino